# Great Coasters International
Great Coasters International (GCI) is een Amerikaanse achtbaanbouwer uit Sunbury, Pennsylvania. De eerste achtbaan werd in 1996 in Hersheypark gebouwd. Great Coasters International bouwt alleen houten achtbanen.
In 2006 werden voor het eerst achtbanen in Europa gebouwd. In 2007 opende het bedrijf Troy in Attractiepark Toverland. Dit was de eerste achtbaan van het bedrijf in Nederland. Later werden de houten race-achtbaan Joris en de Draak in attractiepark de Efteling en de houten achtbaan Wodan in het Europa-Park door gebouwd.

## Lijst met achtbanen
| Achtbaan            | Attractiepark               | Geopend       | Gesloten         |
| ------------------- | --------------------------- | ------------- | ---------------- |
| Wildcat             | Hersheypark                 | 26 mei 1996   | 31 juli 2022     |
| ROAR                | Six Flags America           | 2 mei 1998    |                  |
| Roar                | Six Flags Discovery Kingdom | 14 mei 1998   | 16 augustus 2015 |
| Gwazi               | Busch Gardens Africa        | 18 juni 1999  | 2 Januari 2015   |
| Lightning Racer     | Hersheypark                 | 13 mei 2000   |                  |
| Ozark Wildcat       | Celebration City            | 1 mei 2001    | 25 oktober 2008  |
| Thunderhead         | Dollywood                   | 3 april 2004  |                  |
| Thunderbird         | PowerLand                   | 29 april 2006 |                  |
| Kentucky Rumbler    | Beech Bend                  | 6 juni 2006   |                  |
| Renegade            | Valleyfair!                 | 12 mei 2007   |                  |
| Troy                | Toverland                   | 29 juni 2007  |                  |
| American Thunder    | Six Flags St. Louis         | 20 juni 2008  |                  |
| Apocalypse          | Six Flags Magic Mountain    | 2009          |                  |
| Prowler             | Worlds of Fun               | 2009          |                  |
| El Toro             | Freizeitpark Plohn          | 10 april 2009 |                  |
| Joris en de Draak   | De Efteling                 | 1 juli 2010   |                  |
| Wood Coaster        | OCT East                    | 19 juli 2011  |                  |
| Wodan Timburcoaster | Europa-Park                 | 31 maart 2012 |                  |
| White Lightning     | Fun Spot America            | mei 2013      |                  |
| Gold Striker        | California's Great America  | 31 mei 2013   |                  |
| Heidi The Ride      | Plopsaland De Panne         | 2 april 2017  |                  |
| Invadr              | Busch Gardens Williamsburg  | 7 april 2017  |                  |
| Mystic Timbers      | Kings Island                | 15 april 2017 |                  |
| Wicker Man          | Alton Towers                | 24 maart 2018 |                  |
| Wilkolak            | Majaland Kownaty            | 29 juni 2019  |                  |